# Arc アーク
『Arc アーク』は、2021年6月25日に公開された日本映画。監督は石川慶、主演は芳根京子。

## 概要
SF作家ケン・リュウ著『もののあはれ ケン・リュウ短篇傑作集2』所収の『円弧（アーク）』を原作とし、人類で初めて不老不死となった女性の誕生をきっかけに巻き起こる世界の変容を描く。

## 製作
主演の芳根は監督の石川に「何故自分に託すのかという嬉しさもあったが、恐怖や疑問といった負の感情が自分の中であまりに大きく存在したため、回答を躊躇った」としつつ、「監督が自分の言葉に真摯に耳を傾け、背中を押してもらった事で本作の世界に飛び込みたいと決意した」と語っている。
監督の石川は「不老不死の物語は数あれど、ケン・リュウが描いた物語は決して単なる不死への警鐘ではない」とした上で、「不死という未知の存在を手にした身体に対して、果たして自分たちの知識や価値観が追随できているのかと強く問いかけている」からこそ、「アンチエイジングが発達している現在、ストップエイジングも決して遠い未来の話ではない」とコメントしている。

## あらすじ
奔放な19才のリナ。彼女は出産経験もある女性だが、新生児の世話を自分の親に押し付けたまま、宿無しの生活を送っていた。
エマという年上の女性と知り合うリナ。エマは、血液の代わりに体を樹脂で満たし、肉体を朽ちさせない技術(プラスティネーション)を利用して、遺体を生前の姿のまま保存する「ボディーワークス社」を経営していた。
エマの下で技術を学び、第一人者へと成長していくリナ。

エマの弟の天音(あまね)は、プラスティネーションを発展させて、生きている肉体を永遠に保つ技術を開発した。この技術によって不老不死が実現し、リナは30才で世界初の老いない女性となった。
しかし、エマは、永遠の命だけが幸せではないと主張し、あえて施術を受けずに死んでいった。
天音と不老不死の夫婦となるリナ。だが、天音は特異体質のため急激に老化し、亡くなってしまった。天音が生前に残した凍結精子によって、85才で娘のハルを産むリナ。

不老不死の技術は全人類に普及した。しかし、体質や思想、高額すぎる費用などを理由に不死を選ばず、老いていく人々もいた。リナは、高齢者を無償で世話する施設｢天音の庭｣を開設し、幼い娘ハルと共に施設内で暮らし始めた。
｢天音の庭｣に、芙美という老婦人が入所した。芙美の夫は利仁という近所の貧しい漁師で、重病の妻の世話を無償の施設に依頼したのだ。
この年老いた利仁が実は、自分が17才で生んだ息子だと気づくリナ。
利仁は、今からでも永遠の命を得ることが出来た。しかし利仁は、妻の最後を看取った後、船で海に出たまま帰って来なかった。

やがて135才になったリナは、娘のハルや孫娘のセリと暮らしていた。穏やかな生活だったが、あえて死ぬことを選択し、老いていくリナ。娘たちは翻意を促すが、リナの気持ちは変わらなかった。
人類で始めて不死となった女性は、初めて自ら死を選ぶ女性となったのだ。

## キャスト
- リナ / セリ：芳根京子[2][3][4]
- 黒田永真：寺島しのぶ[2][3][4]
- 黒田天音：岡田将生[2][3][4]（15歳時：中川翼）[5]
- 加南子/奈々：清水くるみ[5]
- 佐々木：井之脇海[5]
- ハル（50歳）：中村ゆり（5歳時：鈴木咲）[6]
- リナ（135歳）：倍賞千恵子[2][3][4]
- 芙美：風吹ジュン[5]
- 利仁：小林薫[5]

## スタッフ
- 原作：ケン・リュウ『円弧（アーク）』（ハヤカワ文庫刊『もののあはれ ケン・リュウ短篇傑作集2』より）
- 監督・編集：石川慶
- 脚本：石川慶、澤井香織
- 音楽：世武裕子
- 撮影監督：ピオトル・ニエミイスキ（P.S.C., J.S.C.）
- 照明：宗賢次郎（J.S.L.）
- 美術：我妻弘之
- 録音：山本タカアキ
- 編集：太田義則
- キャスティング：吉川威史
- 装飾：山川邦彦
- スタイリスト：高橋さやか
- ヘアメイク：酒井夢月
- 振付：三東瑠璃
- VFXスーパーバイザー：鈴木信哉
- 音響効果：柴崎憲治
- 助監督：近藤有希
- 製作担当：三村薫
- エグゼクティブ・プロデューサー：ケン・リュウ、川城和実
- 製作：河野聡、池田宏之
- コ・エグゼクティブ・プロデューサー：濱田健二
- プロデューサー：加倉井誠人、仲吉治人
- ライン・プロデューサー：古賀奏一郎
- VFXプロデューサー：加賀美正和
- 音楽プロデューサー：杉田寿宏
- 助成：文化庁文化芸術振興費補助金（映画創造活動支援事業）独立行政法人日本芸術文化振興会
- 配給：ワーナー・ブラザース映画
- 製作プロダクション：バンダイナムコアーツ
- 製作：映画『Arc』製作委員会